# リカルド・サ・ピント
リカルド・サ・ピント (Ricardo Sá Pinto) ことリカルド・マヌエル・デ・アンドラーデ・ダ・シルヴァ・サ・ピント（Ricardo Manuel de Andrade da Silva Sá Pinto、1972年10月10日 - ）は、ポルトガル・ポルト出身の元同国代表の元サッカー選手。現サッカー指導者。現役時代のポジションはMF、FW。
闘志溢れるプレーや性格からスポルティングCPのファンからは、リカルド・コラソン・デ・レオン（Ricardo, Coração de Leão、ポルトガル語で「獅子心王リチャード」のこと）と呼ばれている。

## 経歴

### 現役時代
ポルトに生まれたサ・ピントは、地元のSCサルゲイロスでプロデビューしてから程なくしてU-21ポルトガル代表に選出され、UEFA U-21欧州選手権1994で決勝に進出した。
1994-95シーズンにトップリーグの強豪スポルティングCPと契約を締結。スポルティングで安定したプレーを披露した後、スペイン1部のレアル・ソシエダと契約し、1998年8月30日の移籍後初出場となったレアル・オビエド戦（ホーム3-3）で公式戦初得点を挙げた。
レアルで70試合6得点を記録（1年間の出場停止処分により出場は2シーズン）後、スポルティングへ復帰し6シーズンの在籍で最終的に主将を務めたが、幾度もの怪我に悩まされていた。2006-07シーズンに同胞のセルジオ・コンセイソンと共にベルギー1部のスタンダール・リエージュ（同胞のジョルジュ・コスタが夏に同クラブで引退）へ移籍 し、35歳間近で引退した。

### 指導者時代
2009年11月初旬にスポルティングCPへ戻ったサ・ピントは、元同僚のペドロ・バルボーザに代わりディレクター職に就任すると、まず手始めに成績不振を理由に同クラブのパウロ・ベント監督を解雇した。2010年1月21日、タッサ・デ・ポルトガルのCDマフラ戦（ホーム4-3勝利）後にロッカールームでリエジソンと衝突し殴り合いに発展したため、辞表を提出した。
2010年にペドロ・カイシーニャ監督の下でUDレイリアのアシスタントに任命され、指導者としての一歩を踏み出した。2012年2月13日、スポルティングCPのユースチームを率いていたところ、トップチームのドミンゴス・パシエンシア監督が解任されたため、暫定ながら後を引き継いだ。リーグ戦を4位で終え、タッサ・デ・ポルトガル決勝で優勝を逃したが、2012年5月25日に契約が2年延長された。しかし、UEFAヨーロッパリーグ 2012-13で元同僚のパウロ・ソウザ監督率いるヴィデオトンFCに0-3で敗れたことで10月4日に解任された。
2013年3月8日にセルビア1部の強豪レッドスター・ベオグラードの監督に就任 し、最初のリーグ戦8試合で勝利を収めたが、クラブ上層部との意見の相違から6月19日に退任した。

### 代表
サ・ピントは、ポルトガル代表として45試合9得点を記録。1994年9月7日にベルファストの北アイルランド戦（2-1勝利）でA代表初出場を飾る。UEFA EURO '96では、グスープステージ初戦のデンマーク戦 (1-1) で得点。UEFA EURO 2000にも招集された。
1997年3月26日、サ・ピントは自身が試合に招集されていない知らせを聞くと、リスボンのエスタディオ・ナシオナルで代表チームが練習している中で突如現れ、アルトゥール・ジョルジェ監督の顔を殴る暴挙に出る。そのため、クラブ及び代表での出場を1年間禁止された。
2002 FIFAワールドカップは怪我の影響から選出されなかったため、2001年6月6日のキプロス戦（6-0勝利）が代表での最後の試合となった。

## 監督成績
2024年2月19日現在
| クラブ                   | 就任           | 退任           | 記録 | 記録 | 記録 | 記録 | 記録 | 記録 | 記録 | 記録   |
| クラブ                   | 就任           | 退任           | 試   | 勝   | 分   | 敗   | 得   | 失   | 差   | 勝率   |
| ------------------------ | -------------- | -------------- | ---- | ---- | ---- | ---- | ---- | ---- | ---- | ------ |
| スポルティングCP         | 2012年2月13日  | 2012年10月4日  | 30   | 15   | 7    | 8    | 41   | 31   | +10  | 050.00 |
| ツルヴェナ・ズヴェズダ   | 2013年3月19日  | 2013年6月19日  | 11   | 8    | 0    | 3    | 17   | 9    | +8   | 072.73 |
| OFI                      | 2013年9月25日  | 2014年5月25日  | 34   | 15   | 7    | 12   | 35   | 39   | −4   | 044.12 |
| アトロミトス             | 2014年9月25日  | 2015年2月5日   | 19   | 5    | 9    | 5    | 20   | 20   | +0   | 026.32 |
| ベレネンセス             | 2015年6月9日   | 2015年12月15日 | 26   | 8    | 8    | 10   | 25   | 42   | −17  | 030.77 |
| ファティフ               | 2016年5月29日  | 2016年9月23日  | 5    | 1    | 1    | 3    | 5    | 9    | −4   | 020.00 |
| アトロミトス             | 2017年2月5日   | 2017年6月11日  | 13   | 5    | 2    | 6    | 11   | 12   | −1   | 038.46 |
| スタンダール・リエージュ | 2017年6月11日  | 2018年5月20日  | 42   | 20   | 13   | 9    | 78   | 56   | +22  | 047.62 |
| レギア・ワルシャワ       | 2018年8月13日  | 2019年4月1日   | 28   | 16   | 6    | 6    | 42   | 29   | +13  | 057.14 |
| ブラガ                   | 2019年6月3日   | 2019年12月23日 | 30   | 18   | 5    | 7    | 55   | 36   | +19  | 060.00 |
| CRヴァスコ・ダ・ガマ     | 2020年10月14日 | 2020年12月29日 | 15   | 3    | 6    | 6    | 10   | 19   | −9   | 020.00 |
| ガズィアンテプFK         | 2021年1月20日  | 2021年5月17日  | 17   | 5    | 5    | 7    | 26   | 28   | −2   | 029.41 |
| モレイレンセFC           | 2022年1月6日   | 2022年6月1日   | 17   | 5    | 1    | 11   | 18   | 27   | −9   | 029.41 |
| エステグラルFC           | 2022年6月21日  | 2023年6月7日   | 36   | 23   | 8    | 5    | 63   | 25   | +38  | 063.89 |
| APOELニコシア            | 2023年6月8日   | 2024年5月14日  | 43   | 27   | 7    | 9    | 73   | 30   | +43  | 062.79 |
| 合計                     | 合計           | 合計           | 366  | 174  | 85   | 107  | 519  | 412  | +107 | 047.54 |

## タイトル

### 選手時代
スポルティング・クルーベ・デ・ポルトゥガル
- スーペル・リーガ：1回（2001-02）
- タッサ・デ・ポルトガル：2回（1994-95、2001-02）
- スーペルタッサ・カンディド・デ・オリベイラ：1回（2000）

### 監督時代
スタンダール・リエージュ
- ベルギーカップ:1回（2017-18）

エステグラル FC
- イラン・スーパーカップ:1回（2022）

APOELニコシア
- キプロス・ファーストディビジョン:1回（2023-24）